# Marion Martin
Marion Martin (* 7. Juni 1908 als Marion Suplee in Philadelphia, Pennsylvania; † 13. August 1985 in Santa Monica, Kalifornien) war eine US-amerikanische Schauspielerin.

## Leben und Karriere
Marion Martins Vater arbeitete als hochrangiger Manager für Bethlehem Steel, allerdings verlor die Familie im Börsenkrach von 1929 ihr meistes Vermögen. Martin, die ein attraktives Äußeres und eine gute Singstimme besaß, startete ihre Schauspielkarriere beim Theater. Sie war zwischen 1927 und 1930 in den Broadway-Produktionen Lombardi, Ltd., George White’s Scandals 1928 und Sweet Adeline zu sehen.
Ihr Filmdebüt gab Martin bereits im Jahr 1934, doch konnte sie in den folgenden Jahren fast nur in Kurzfilmen und in kleinen Rollen spielen. Auf sich aufmerksam machen konnte sie schließlich 1938 durch die Rolle der Iris Compton in James Whales Abenteuerfilm Sinners in Paradise. Anschließend nahm ihre Karriere Fahrt auf, zwar spielte sie bis auf einige B-Movies nur Nebenrollen – doch in diesen war die blonde Schauspielerin sehr markant. Meist spielte sie sich ihrer Attraktivität bewusste Frauen, die als Stripperin, Tänzerin oder „Golddigger“ bisweilen zwielichtig oder vulgär wirkten. Oft trugen ihre Charaktere seltsame Namen wie „Blondie, Fifi, Lola und Dixie“. In Der Mann mit der eisernen Maske verkörperte sie die historische Rolle der Kurtisane Louise de La Vallière, im Komödienklassiker Sein Mädchen für besondere Fälle (1940) von Howard Hawks spielte sie die Freundin eines Gangsters. 1941 hatte sie einige komische Szenen mit den Marx Brothers in Die Marx Brothers im Kaufhaus, auch trat sie in drei Filmen der Mexican-Splitfire-Filmreihe neben Lupe Vélez und Leon Errol auf.
Insgesamt spielte Martin in über 90 Filmen, wobei ihre Rollen gegen Ende der 1940er-Jahre zunehmend unbedeutender wurden, als sie für ihren üblichen Rollentypus langsam zu alt wurde. Sie hatte inzwischen einen Arzt geheiratet und zog sich 1952 ins Privatleben zurück. Marion Martin starb 1985 im Alter von 76 Jahren an einem Herzstillstand im Schlaf. Beigesetzt wurde sie auf dem Holy Cross Cemetery in Culver City. Sie erhielt einen Stern auf dem Hollywood Walk of Fame in der Kategorie Film.

## Filmografie (Auswahl)
- 1934: Mr. W's Little Game (Kurzfilm)
- 1934: Verbrechen ohne Leidenschaft (Crime Without Passion)
- 1938: Sinners in Paradise
- 1939: Invitation to Happiness
- 1939: Sergeant Madden
- 1939: Zwölf Monate Bewährungsfrist (Invisible Stripes)
- 1939: Der Mann mit der eisernen Maske (The Man in the Iron Mask)
- 1940: Der Draufgänger (Boom Town)
- 1940: Sein Mädchen für besondere Fälle (His Girl Friday)
- 1941: Die Unvollendete (New Wine)
- 1941: Die Marx Brothers im Kaufhaus (The Big Store)
- 1941: Lady Scarface
- 1941: Tall, Dark and Handsome
- 1942: Star Spangled Rhythm
- 1942: Sechs Schicksale (Tales of Manhattan)
- 1942: The Big Street
- 1943: Lady of Burlesque
- 1943: Eine Frau für den Marshall (The Woman of the Town)
- 1944: The Merry Monahans
- 1944: Es geschah morgen (It Happened Tomorrow)
- 1944: Irish Eyes Are Smiling
- 1945: Abbott und Costello in Hollywood (Bud Abbott and Lou Costello in Hollywood)
- 1946: Angel on My Shoulder
- 1946: Vergessene Stunde (Black Angel)
- 1946: Eine Lady für den Gangster (Nobody Lives Forever)
- 1946: Der Todesreifen (Suspense)
- 1947: New Orleans
- 1948: Der beste Mann (State of the Union)
- 1949: Mein Traum bist Du (My Dream Is Yours)
- 1949: …und der Himmel lacht dazu (Come to the Stable)
- 1949: Der Schlagerkönig (Oh, You Beautiful Doll)
- 1950: Ein charmanter Flegel (Key to the City)
- 1950: Geheimagent in Wildwest (Dakota Lil)
- 1952: Oklahoma Annie